# Josef Hoffmann (fotbalista)
Josef Hoffmann (* 19. listopadu 1978) je bývalý český fotbalový obránce, vítěz 1. české ligy ze sezony 2003/04 (v dresu FC Baník Ostrava).
V listopadu 2023 jej Krajský soud v Ostravě odsoudil na 5 let odnětí svobody kvůli dětské pornografii, neboť po nezletilých dívkách vyžadoval na internetu jejich intimní fotky. S policií a státním zastupitelstvím uzavřel dohodu o vině a trestu.

## Klubová kariéra
S fotbalem začínal v SK Hranice, poté hrál za Sigmu Olomouc, Duklu Hranice, FC Baník Ostrava, se kterým vyhrál v sezoně 2003/04 ligový titul. Z Ostravy hostoval postupně v Mladé Boleslavi, ve Viktorii Žižkov a v Kladně. V létě 2007 přestoupil do Kladna, po půl roce byl přeřazen do rezervy. V červenci 2008 odešel do Karviné.